# Hainbuchen-Raufuß
Der Hainbuchen-Raufuß, Hainbuchen-Röhrling oder Grauhederl (Leccinellum pseudoscabrum, Syn.: Leccinellum carpini) ist eine Pilzart aus der Familie der Dickröhrlingsverwandten (Boletaceae).

## Merkmale

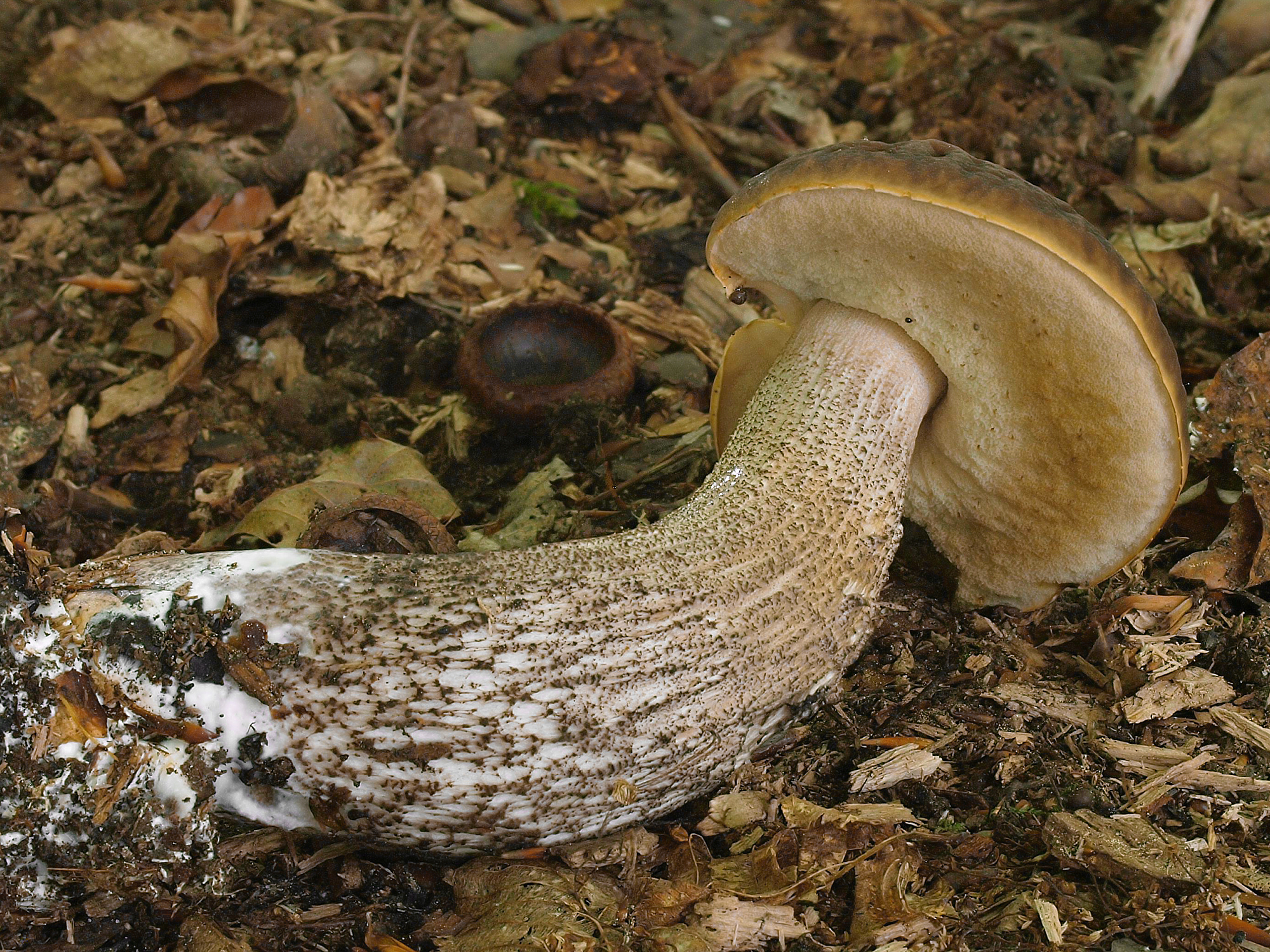
Blick auf die Hutunterseite des Hainbuchen-Raufußes mit der Röhrenschicht

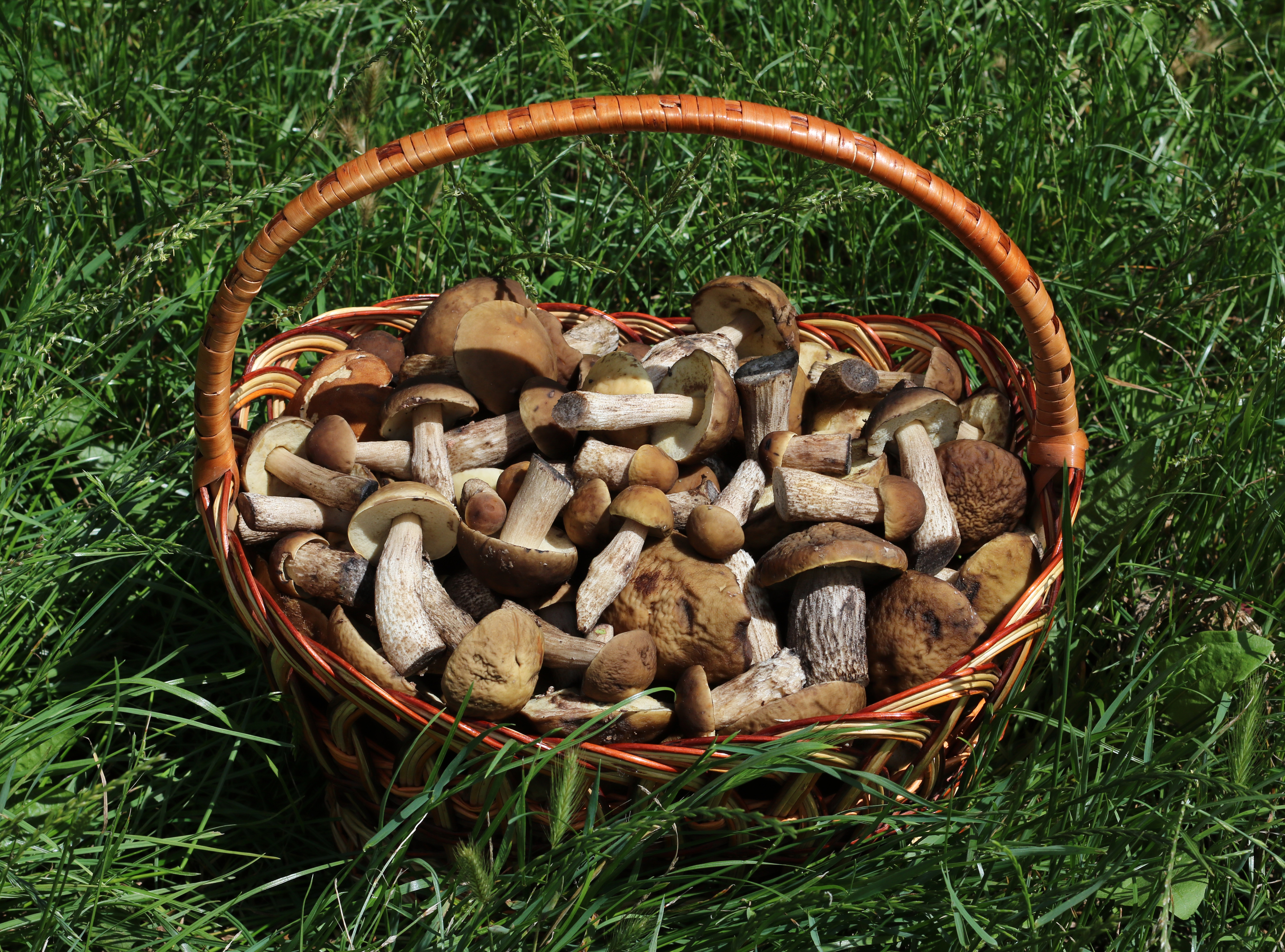
Hainbuchen-Raufuß

Der grubig-runzelige Hut ist karamellfarben und dunkler als beim ähnlichen Gemeinen Birkenpilz. Er kann bis 12 cm breit werden und reißt im Alter felderig auf. Das Röhrenpolster ist um den Stiel herum ausgebuchtet, zuerst schmutzig-weißlich, dann grauoliv. Der Stiel ist mit schwarzbräunlichen Schuppen besetzt und ist recht dick und festfleischig. Das Fleisch verfärbt nach Anschnitt grauviolett und wird nach kurzer Zeit schwarz.

## Ökologie
Der Hainbuchen-Raufuß ist ein Mykorrhiza-Pilz, der mit der Hainbuche vergesellschaftet ist. Er kommt in Parkanlagen und Wäldern vor.

## Bedeutung
Der Hainbuchen-Raufuß gilt als ausgezeichneter Speisepilz. Wie alle Arten der Gattung Leccinellum steht der Pilz in Deutschland unter Naturschutz und darf nur in kleinen Mengen für den eigenen Bedarf gesammelt werden.